# Landesregierung Eigl
Die Landesregierung Eigl unter Landeshauptmann Adolf Eigl war die von der amerikanischen Besatzungsmacht ernannte erste, provisorische Oberösterreichische Landesregierung, wobei es sich um eine Beamtenregierung handelte. Sie amtierte vom 17. Mai 1945 bis zum 25. Oktober 1945 und wurde von der Landesregierung Gleißner III abgelöst.
Mit der Bildung der Landesregierung Eigl hatte die amerikanische Besatzungsmacht alle Parteien verboten. Eigl und seine Landesregierung wurden in der Folge von der österreichischen Freiheitsbewegung, von Sozialisten und Kommunisten angegriffen. Die amerikanische Abwehr setzte schließlich am 22. August Landeshauptmann Adolf Eigl und seinen engsten Mitarbeiter und Landeshauptmann-Stellvertreter Anton Rußegger am 23. August ab und internierte die beiden im Lager Glasenbach in Salzburg-Süd. Auch drei weitere Mitglieder der Beamtenregierung wurden abgesetzt. Die kopflose Regierung blieb bis zur Einsetzung der ersten (politischen) Landesregierung im Amt.

## Regierungsmitglieder
| Name                                    | Zuständigkeitsbereiche                                                |
| --------------------------------------- | --------------------------------------------------------------------- |
| Adolf Eigl (bis 22. August)             | Landeshauptmann                                                       |
| Anton Rußegger (bis 23. August)         | Landeshauptmann-Stellvertreter, Soziale Fürsorge                      |
| Hans Frenzel                            | Ernährung                                                             |
| Hermann Garhofer                        | Justiz                                                                |
| Heinrich Gleißner                       | Landwirtschaft                                                        |
| Viktor Guttmann                         | Umsiedlung                                                            |
| Alois Hobelsberger (bis 9. Juli 1945)   | Industrie                                                             |
| Johann Brandstätter                     | Industrie, Wirtschaft                                                 |
| Franz Krajanek                          | Industrie                                                             |
| Herbert Krögler (bis 23. Juli 1945)     | Sicherheit                                                            |
| Franz Lorenzoni                         | Finanzen, ab 2. Juni nur „Landesfinanzen“, ab 21. Juli „Wiederaufbau“ |
| Ernst Lyro                              | Rückstellungen                                                        |
| Josef Mahal (bis 9. Juli 1945)          | Wirtschaft                                                            |
| Otto Nicoleth                           | Wirtschaft                                                            |
| Karl Öttl                               | Telefon/Post                                                          |
| Franz Pfeffer (ab 16. Juli)             | Theater, Schrifttum, Konzerte, ab 20. Juli auch „Zivile Zensur“       |
| Ferdinand Reinhardt                     | Gesundheit                                                            |
| Justus Schmidt                          | Künste und Bauten                                                     |
| Anton Wilhelm                           | Bahnen                                                                |
| Josef Schlegel                          | Verkehr                                                               |
| Josef Walk (von 2. Juni bis 4. Oktober) | Staatsfinanzen                                                        |
| Kuretschka                              | Verbindungsmann zu den Amerikanern, Sprecher der Landesregierung      |